# قطقاط ذهبي هادئ

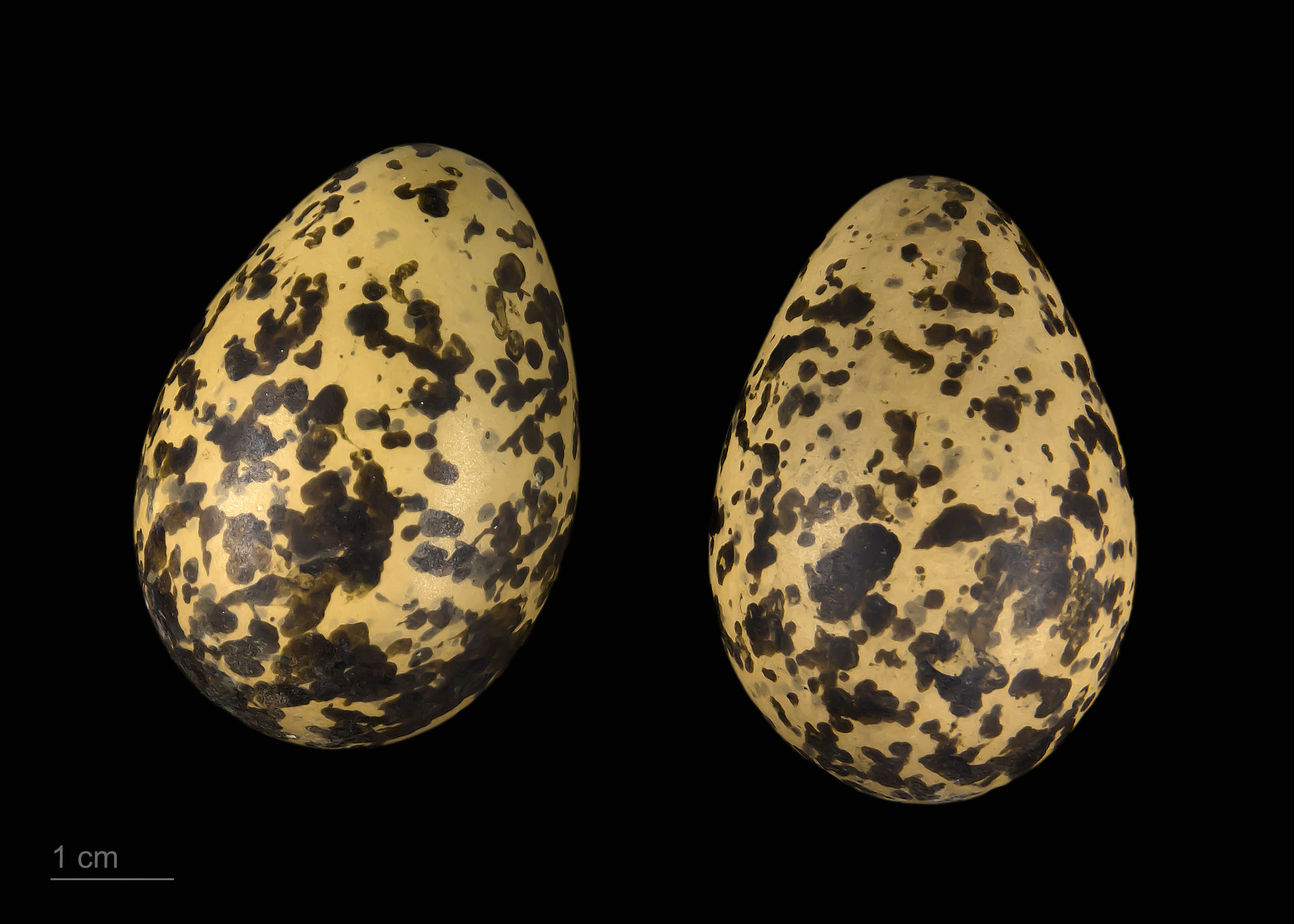
Pluvialis fulva

قطقاط ذهبي هادئ (الاسم العلمي: Pluvialis fulva)، هو نوع من طيور الزقزاق يتبع فصيلة الزقزاقية ضمن رتبة الإفجيجيات. هو زقزاق مُتوسط الحجم. يتراوح طوله بين 23 إلى 26 سم. وله ريش ذهبي مع مع جوانب بيضاء وبطن ووجه أسود.